# Sludge (Musik)
Sludge (englisch für Matsch, Schlamm), auch Sludge Metal oder Sludgecore genannt, ist ein Musiksubgenre, das sich vornehmlich dem Hardcore Punk, Stoner Rock und Doom Metal entlehnt.

## Musikalische Einordnung
Sludge, das sich aus diversen Anleihen des Hardcore, Doom und Stoner Rock zusammensetzt, entstand zum Ende der 1980er Jahre im Großraum New Orleans, weshalb der Stil auch als NOLA-Sound bekannt ist. Die in der Region gebräuchliche Abkürzung NOLA steht hier für New Orleans, Louisiana.
Bei Bands dieses Genres sind neben den genannten Haupteinflüssen auch Elemente aus Blues und Noise zu hören. Mike IX Williams von EyeHateGod bezeichnet die Musik in seinem Begleittext zur Wiederveröffentlichung des Albums Take as Needed for Pain als „Southern Hardcore Blues“. Er erläutert, dass sich die Band stets als in Alkohol und anderen Drogen getränkter Blues verstanden hätte. Insgesamt ist die Musik eher schleppend und zäh, mit besonderer Hervorhebung der Gitarrenriffs. Der Gesang besteht vornehmlich aus hardcoreartigem Geschrei und Gekeife, aber auch Death-Metal-typische Growls können vorkommen.
Dabei wird das Genre ebenfalls in zwei Kategorien unterteilt. Während der Stoner Sludge einen höheren Anteil an Blues- und Stoner-Rock-Elementen aufweist und deutlich mehr Harmonie in die Stücke einarbeitet, werden im Southern Sludge mehr Anteile aus Doom und Noise genutzt. Des Weiteren werden im Sludge, vornehmlich im Southern Sludge, häufig Filmsamples und Klangexperimente genutzt.

## Geschichte

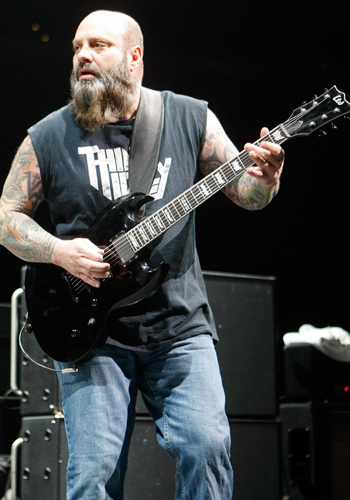
Kirk Windstein von Crowbar und Down bei einem Liveauftritt mit der Sludge-Supergroup Down 2009.

Als erste Sludge-Band gilt gemeinhin die Gruppe The Melvins. Die Debüt-EP „6 Songs“ (1986) der aus Washington stammenden Band wies bereits alle genannten Elemente des Genres auf. Phil Anselmo von Down verwies besonders auf das erste Melvins-Album Gluey Porch Treatments, welches auch EyeHateGod 1990 mit ins Studio nahmen, um den Tontechnikern eine Vorstellung vom gewünschten Ergebnis darzulegen.

“Back in those days, everything in the underground was fast, fast, fast. It was the rule of the day. But when the Melvins came out with their first record, Gluey Porch Treatments, it really broke the mold, especially in New Orleans. People began to appreciate playing slower.”

„Blickt man heute auf diese Zeit zurück, war alles im Underground schnell, schnell, schnell. Es war das Gesetz der Stunde. Aber als The Melvins ihr erstes Album Gluey Porch Treatments herausbrachten, sprengten sie den Rahmen, besonders in New Orleans. Die Leute begannen, langsames Spiel zu schätzen.“

The Melvins erscheinen jedoch wie auch die ähnlich agierenden Neurosis zu vielseitig, um letzthin als erste reine Sludge-Band zu gelten. Für The Melvins, welche selbst zu einem der wichtigsten Einflussfaktoren wurden, wie auch für spätere Bands des Genres galten besonders die frühen Arbeiten von Black Sabbath sowie die späten Werke von Black Flag als wesentliche Einflussfaktoren für den neu generierten Sound.
Einige Jahre nach dieser wegweisenden Veröffentlichung nahmen mehrere Bands aus New Orleans, Louisiana den Stil auf und entwickelten ihn weiter. Als wesentlich für die Entwicklung eines eigenständigen Stils und seine wachsende Popularität sind besonders EyeHateGod hervorzuheben, deren Debüt „In the Name of Suffering“ von 1990 als erstes reines Sludgecore- bzw. Southern-Sludge-Album gilt. Demgegenüber steht das erste Stoner-Sludge-Album „Obedience thru Suffering“, das 1992 von der Band Crowbar veröffentlicht wurde.
Die durch das langsame Spiel schwerfällig und zäh wirkende Musik wurde häufig mit dem New Orleans umgebenden Sumpf assoziiert, woraus letztendlich die Bezeichnung Sludge als Oberbegriff entstand. Die Unterschiede zwischen den Interpreten beider Unterkategorien werden dabei zugunsten der Gemeinsamkeiten und Quereinflüsse übergangen. Ohne auf die Kategorien Stoner oder Southern festgelegt zu sein, arbeiten bzw. arbeiteten außerdem viele der Musiker in mehr als einer der bekannten Bands. Ebenso existiert eine Vielzahl an Kooperationen unterschiedlicher Bands des gesamten Genres. Dadurch etablierte sich die Genrebezeichnung Sludge für das gesamte Spektrum des sog. NOLA-Sounds.

## Inhalt
Inhaltlich reichen die Texte von sozialkritischen und politischen Themen bis hin zu fantastischen und persönlichen Inhalten. Auch der Drogenkonsum ist ein beliebtes Thema einiger Sludge-Bands. Ungleich dem Stoner Rock ist die Stimmung im Sludge eher von Pessimismus, Misanthropie und Nihilismus geprägt.

## Weiterentwicklung und Einfluss

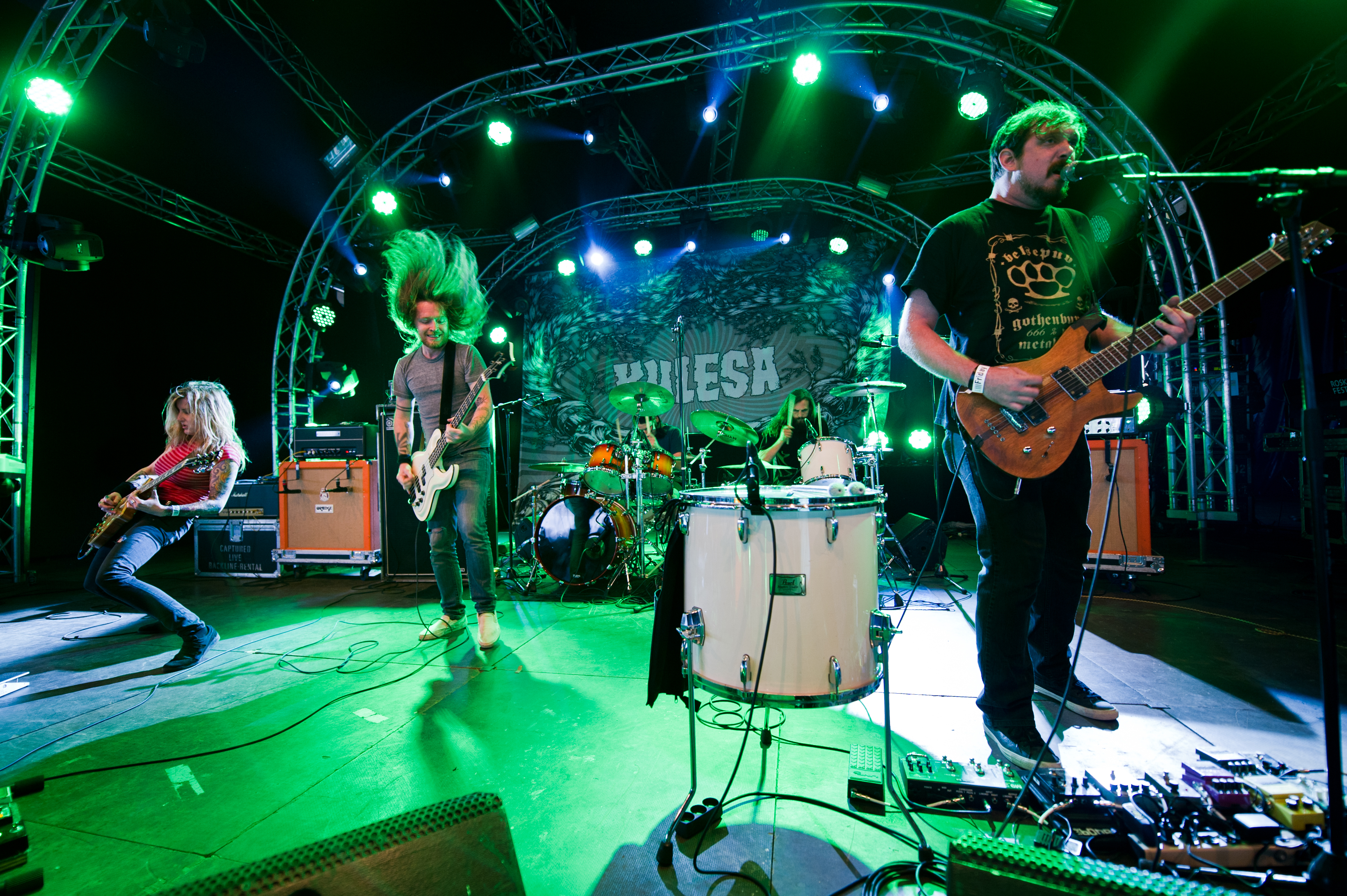
Die Band Kylesa 2011 live beim Roskilde-Festival

Anfang der 1990er begannen Bands, die mit dem Genre Sludge in Verbindung gebracht wurden, im Besonderen The Melvins und Neurosis, Elemente aus Alternative und Postrock in ihren Sound einzubringen. Dieser Stil erlangte spätestens nach dem im Jahr 2002 veröffentlichten Isis-Album Oceanic Eigenständigkeit und wurde, mit Interpreten wie Isis, Cult of Luna und Neurosis zuerst als Atmospheric Sludge und später als Post-Metal bekannt.
Um die Jahrtausendwende begannen Bands aus dem US-Bundesstaat Georgia wie Mastodon, Baroness und Kylesa, deren Stil deutlich vom Sludge profitierte, Sludge mit Progressive Rock und weiteren Musikstilen zu kombinieren. Häufig werden die Interpreten, die sich nicht mehr auf die NOLA-Szene beschränken lassen, trotz ihrer weitreichenden Einflüsse aus Stoner Rock, Hard Rock, Progressive Rock und Progressive Metal dem Sludge zugeordnet.

## Bekannte Bands
| Southern bzw. Traditional Sludge - Acid Bath - Brainoil - Buzzov•en - Dystopia - EyeHateGod - Iron Monkey - Noothgrush | Stoner Sludge - Bongzilla - Crowbar - Corrosion of Conformity - Down - Electric Wizard - Kingdom of Sorrow | Andere Vertreter - Corrupted - Cultura Tres - Kowloon Walled City - Kylesa (Frühwerk) - Lord Mantis - Mastodon (Frühwerk) - Watch Me Burn |